# Mount Carmel (Indiana)
Mount Carmel è un comune degli Stati Uniti d'America, situato nello Stato dell'Indiana, nella contea di Franklin.